# Biebersteinia
Biebersteinia é o único género da família Biebersteiniaceae de plantas angiospérmicas (plantas com flor). Contém cinco espécies.
São plantas herbáceas , perenes, rizomatosa ou tuberosas originárias das regiões temperadas a sub-tropicais do sudeste da Europa e da Ásia Central.